# Château de Crèvecœur (Battice)
Le château de Crèvecœur, construit en 1642-1643,  est situé sur le territoire actuel de Battice de la commune belge de Herve à quelques centaines de mètres au sud de la ville de Herve, de l'autre côté de l'autoroute et de la ligne TGV. 

## Historique
Au XVIIe siècle, le château de Crèvecœur était le siège de la seigneurie locale. Entouré de douves et doté de deux tours d'angle carrées, le château reflétait la puissance et le prestige de ses occupants. Le corps de logis, qui abritait les appartements résidentiels, a malheureusement été presque entièrement démoli entre 1947 et 1948. Seuls subsistent aujourd'hui un porche d'entrée, une petite tour et une aile du corps de logis.
C'est là que se trouvait le siège du manoir du XVIIe siècle, autrefois entouré de douves et doté de deux tours d'angle carrées. La partie habitable fut presque entièrement démolie en 1947-1948. Il ne reste qu'une guérite, une tourelle et une seule aile de la zone d'habitation.
Sur le côté gauche du portail d'entrée, dans la cour intérieure du château, se trouve un grand bassin en pierre calcaire. Sous ce bassin, une dalle funéraire porte les armoiries des familles Caldenborch et Barbieus, accompagnées de la devise "Beny soit Dieu".